# アロタウ
アロタウ（英: Alotau）は、パプアニューギニア南部のパプア地方東端のミルン湾州の州都。
2011年の人口は1万1857人。
ミルン湾北岸に位置する。
1969年に州都がサマライからアロタウへと移った。
1942年にこの地で戦死したオーストラリア空軍のチャールズ・レイモンド・ガーニーから名付けられたガーニー空港がある。空港は街から12kmほど離れている。
珊瑚礁とスキューバダイビングで知られている。